# Фанти (народ)
Фа́нти (самоназвание мфантсе, фанте), народ, по большей части живущий в Гане между г. Секонди и р. Денсу (ок. 1,8 млн человек), также небольшая часть живёт в Либерии (около 10 тыс. человек). Относится к группе акан. Народы, родственные фанти — агона и гомоа (гомуа).
Генеральный секретарь ООН Кофи Аннан является представителем народа фанти.

## Язык
Язык фанти входит в кластер чви-фанти ветви поту-тано семьи ква нигеро-конголезской (конго-кордофанской) макросемьи.
Язык фанти признан одним из официальных языков Ганы, с конца XIX века используется письменность языка основанная на латинице (Попов 1998: 576).

## Википедия на языке фанти
Существует раздел Википедии на языке фанти («Википедия на языке фанти»). По состоянию на 19:05 (UTC) 20 марта 2025 года раздел содержит 799 статей (общее число страниц — 4229); в нём зарегистрировано 1522 участника, двое из них имеют статус администратора; 34 участника совершили какие-либо действия за последние 30 дней; общее число правок за время существования раздела составляет 17 417.

## История
В доколониальный период существовало около 20 вождеств Фанти (Эджумако, Агона, Абора и др.), которые в начале XVIII века образовали Федерацию Фанти, которую возглавлял брафо (военный предводитель, которого избирал народ), однако в середине XVIII века произошёл раскол Федерации Фанти на Боро-Боро и Экумфи (западный и восточный союзы вождеств). В результате борьбы народа фанти за независимость, в 1868 году было создано сильное государство — Конфедерация Фанти, которое возглавляли президент, совет вождей и исполнительный совет. Однако, в 1873 году было уничтожено британцами, рассматривавшими его как угрозу их гегемонии.
Также известно, что в расцвет работорговли в Африке (XVII—XVIII века) фанти активно занимались посреднической деятельностью, снабжая работорговцев захваченными представителями соседних племён. Работорговля вызывала вооружённые конфликты между самими африканскими племенами. В торговле с европейцами фанти соперничали с народом ашанти, между ними велись многочисленные войны. В некоторых из них активно участвовали англичане, использовавшие в своих интересах ту или иную воюющую сторону. В 1844 году английский губернатор заключил соглашение с вождями фанти, результатом которого стало создание протектората Золотой Берег (зона побережья шириной до 15 км)(Платонов 2002: 147).

## Традиции
- Среди фанти практикуется шрамирование на лбу и на щеках.
- Отмечается праздник ямса (Ахуба) (Попов 1998: 576).

### Традиционные хозяйственные занятия
- Ручное циклично-залежное земледелие. Фанти выращивают ямс, маниок, кукурузу, рис, масличную пальму и др. культуры. С недавнего времени также какао.
- Рыболовство (речное и морское)
- Ремёсла (плетение ковриков и корзин из пальмовых листьев, кузнечное и гончарное дело, выпаривание соли, изготовление лодок и снастей).(Попов В.А. там же)

Особого внимания заслуживает изготовление национальной одежды кенте. По сей день кенте производят на традиционном станке, состоящем из шпульки, челнока, катушки, трепала, держателей, грудного упора, корпуса. Ткачеством традиционно занимаются мужчины, а женщины готовят пряжу и сшивают длинные полоски так, чтобы получилась накидка. Мужское кенте состоит из двадцати четырёх полосок, а женское из двенадцати. В кенте фанти заложены религиозные представления, политические взгляды, этические принципы, история народа, поэтому это больше, чем одежда. (Телепрограмма "Вокруг Света" 12-01-2003)

### Традиционное жилище
- Прямоугольные дома из дерева и глины. Двускатная крыша покрыта пальмовыми листьями или шифером(Попов 1998: 576).

### Традиционная одежда
Общеаканское кенте (используется как праздничная). В холода под кенте надевают джампу(рубашка с укороченными рукавами). Рубашку иногда декорируют лоскутками кенте, оставшимися после сшивания полосок разной длины. Каждый узор имеет своё название и значение. Узоры, увиденные ткачами во сне, наиболее ценные, поскольку считается, что это послание из потустороннего мира (Телепрограмма "Вокруг Света" 12-01-2003).
В качестве повседневной одежды фанти носят европейский костюм.

### Традиционная еда
- Главным образом фанти питаются рыбной и растительной пищей (каши, похлёбки, варёные и печёные клубнеплоды). Широко используются острые приправы и соусы(Попов 1998: 576).

### Традиции в семье фанти
- Среди народа фанти распространён выкупной брак, склонны к полигинии, селятся главным образом с родственниками мужа. Бездетная вдова обязана выйти замуж за брата своего умершего мужа. Семье фанти свойственна патрилинейность(Попов 1998: 576).
- В племени фанти женщине, подслушавшей тайны своего мужа, обреза́ли уши, а разгласившей их - также губы.

## Видные представители
- Кофи Аннан

## Социальные институты фанти
- оманы (вождества)
- 7 абусуа (матрилинейные роды)
- эджабосом (патрилатеральные объединения)
- асафо (подразделения военной организации)
- фиефо (большие семьи).Каждая семья фанти ответственна за соблюдение политического и социального порядка внутри себя(Попов 1998: 576).

## Искусство фанти

### Святилища
Традиционные святилища фанти расположены на всей территории Ганы. Считается, что они служат домом для могущественных божеств, которые защищают общину, исцеляют больных, помогают разрешить споры. Святилища фанти представляют собой красочные сооружения с традиционно декорированными стенами и обставленные мебелью.
Пожалуй самые искусные святилища – святилища Посубан, являющиеся религиозным центром асафо – военных организаций фанти. В святилищах Посубан в старину хранили гербы и регалии. Они также служили местом сбора организаций асафо. В наши дни в них хранятся священные барабаны и другие символы асафо. По святилищу можно понять какой именно организации асафо оно принадлежит(Rebekka Seigel :3).

### Песни, стихи и пословицы
Песни, стихи и пословицы очень популярны среди фанти. Существуют свои определенные песни и танцы для женщин, мужчин и особые песни для военных объединений и вождей. Музыка играла огромную роль в жизни военных объединений асафо, их история прослеживается в текстах песен. Асафо использовали барабаны для того, чтобы известить общину о приближении врага и собрать всех мужчин вместе для защиты их народа. По характеру барабанного боя можно было понять, какому именно объединению асафо он принадлежит, а также по какому поводу он звучит. Барабаны и песнопения также сопровождали празднование победы.
В наши дни барабаны асафо звучат по случаю народных праздников, проведения обрядов, а также сбора объединения асафо, к примеру, для тушения пожара или починки дороги.
У фанти существует множество поэтических форм, едва ли не самой популярной из которых является песня. Во время каждого вида деятельности(ловля рыбы, гребля, сборка урожая и т.п.) поётся строго определенная песня. Песни, стихи и пословицы фанти обычно сопровождаются звуками барабана, что создает определенную атмосферу и подчеркивает важные моменты в тексте(Rebekka Seigel : 3-4).

### Флаги асафо
Особенности флагов асафо связана со смешением различных культур. До прихода колонизаторов у военных объединений асафо были яркие узорчатые флаги, несущие в себе знамя гордости и неповиновения. В период колонизации они увидели роскошные морские флаги и полковые знамёна европейцев. Тогда мастера фанти, взяв за основу формат европейских флагов, создали новую форму искусства, соединившую в себе древние традиции общения через пословицы и яркую демонстрацию военной силы и непреклонности.
Каждое объединение асафо использует определенные цвета и образы при создании своих флагов. Образы могут отражать историю объединения, либо ассоциирующийся с ним символ власти.
В устной традиции фанти существует более трех тысяч пословиц, и лишь двести из них запечатлены на флагах асафо. Объединение пословиц с иллюстрациями – ядро всего творчества акан, так как у них не было письменности и все религиозные, этнические, социальные правила общества сохранялись в богатой и сложной устной традиции, передаваясь и поколения в поколение.
Для создания одного флага используется около пятнадцати различных цветов. Три края флага, как правило, отделаны узором из треугольников и белой бахромой.
Сегодня эти характерные знамёна являются неотъемлемой составляющей гражданских церемоний и торжеств (Rebekka Seigel : 4-6).

## Религия
Традиционно фанти верили в верховного бога, принимавшего различные имена в зависимости от региона поклонения. Согласно мифологии акан, когда-то верховный бог, находясь на земле, общался напрямую с людьми, но однажды его прогнала женщина, измельчавшая в ступе фуфу, и он улетел на небо. С тех пор люди верят, что могут напрямую общаться с верховным богом не прибегая к помощи жрецов.
Также народы акан верят во множество младших богов (абосом), которые связаны с различными силами природы и получили свою силу от верховного бога. Верят также в духов рек и океана, духа земли, напрямую связанного с плодородием, различные местные божества. Жрецы поклоняются отдельному духу и служат посредниками между богами и людьми. Ежедневно проводятся молитвы, во время которых производят возлияния духам предков, покоящихся в земле и духам природы.
Сейчас большинство фанти исповедуют католицизм и протестантство. В городах встречаются представители ислама и христиано-африканских сект(Попов 1998: 576).